# Munida sanctipauli
Munida sanctipauli är en kräftdjursart som beskrevs av Henderson 1885. Munida sanctipauli ingår i släktet Munida och familjen trollhumrar. Inga underarter finns listade i Catalogue of Life.